# Baptize
Baptize è l'ottavo album in studio della band metalcore statunitense Atreyu. È stato pubblicato il 4 giugno 2021 tramite Spinefarm Records ed è stato prodotto da John Feldmann. È il primo album a non includere il cantante e membro fondatore Alex Varkatzas che ha lasciato la band nel settembre 2020. L'album ha ricevuto recensioni polarizzate da parte della critica musicale, con elogi rivolti all'ambizione, ma le critiche sono state rivolte principalmente alla mancanza di concentrazione e coerenza.

## Promozione
Alla fine di agosto 2020, si vociferava che il cantante Alex Varkatzas avesse lasciato la band. Dopo qualche incertezza in seguito a queste notizie, la band annunciò ufficialmente che si sarebbero separati da Varkatzas un mese dopo, il 30 settembre. Il 16 ottobre, la band pubblicò ufficialmente il nuovo singolo Save Us insieme al video musicale.
Il 4 marzo 2021, la band ha pubblicato due singoli, Warrior con il batterista dei Blink-182 Travis Barker e Underrated insieme a due video musicali corrispondenti. Allo stesso tempo, la band ha annunciato l'album stesso, la copertina, l'elenco dei brani e la data di uscita. Il 4 maggio, un mese prima dell'uscita dell'album, la band pubblicò il quarto singolo Catastrophe. Una settimana dopo, hanno anche svelato il video musicale della canzone.

## Tracce
1. Strange Powers of Prophecy – 1:03 (AtreyuJohn, Feldmann)
2. Baptize – 2:49 (Atreyu, Feldmann, Joe Kirkland, Alex Varkatzas)
3. Save Us – 2:21 (Atreyu, Feldmann, Jordan Benjamin, Kevin Hissin, kVarkatzas)
4. Underrated – 3:00 (Atreyu, Feldmann)
5. Broken Again – 2:35 (Atreyu, Feldmann, Varkatzas)
6. Weed – 2:17 (Atreyu, Feldmann)
7. Dead Weight – 3:14 (Atreyu, Feldmann, David Hodges, Mark Hoppus, Varkatzas)
8. Catastrophe – 2:44 (Atreyu, Feldmann)
9. Fucked Up – 2:45 (Atreyu, Feldmann, Varkatzas)
10. Sabotage Me – 2:45 (Atreyu, Feldmann, Hoppus, Varkatzas)
11. Untouchable (featuring Jacoby Shaddix) – 3:05 (Atreyu, Feldmann, Nick Anderson, Varkatzas)
12. No Matter What – 3:48 (Atreyu, Feldmann, Kirkland, Varkatzas)
13. Oblivion (featuring Matt Heafy) – 2:57 (Atreyu, Feldmann, Varkatzas)
14. Stay – 3:01 (Atreyu, Feldmann, Nick Furlong, Varkatzas)
15. Warrior (featuring Travis Barker) – 2:45 (Atreyu, Feldmann, Travis Barker, Varkatzas)